# Robert Arboleda
 (novembre 2022).
Si vous disposez d'ouvrages ou d'articles de référence ou si vous connaissez des sites web de qualité traitant du thème abordé ici, merci de compléter l'article en donnant les références utiles à sa vérifiabilité et en les liant à la section « Notes et références ».
Robert Arboleda, né le 22 octobre 1991 à Esmeraldas en Équateur, est un footballeur international équatorien, qui évolue au poste de défenseur central avec le São Paulo FC.

## Biographie

### Carrière en club
Né à Esmeraldas en Équateur, Robert Arboleda est formé par le CD Olmedo. Il ne jouera aucune rencontre avec son club formateur.
Le 17 mai 2011, il est prêté au Municipal Cañar. 
Le 11 octobre 2011, il est prêté au CSCD Grecia. Il est à nouveau prêté dans ce même club le 22 février 2012.
Le 22 janvier 2013, il signe avec le LDU Loja. C'est avec ce club qu'il fait ses débuts en professionnel, jouant son premier match le 31 janvier 2013, lors d'une rencontre de championnat face à l'Independiente del Valle. Remplaçant, il monte à la 46e à la place de José Varela et se fait exclure seulement quatre minutes après sa montée au jeu. Son équipe s'incline sur le score de deux buts à un. Le 21 juillet 2013, il inscrit son premier pour ce club contre le CSD Macará. Les deux équipes se neutralisent sur le score d'un but partout.
Après une année passée au LDU Loja, il signe avec l'Universidad Católica. Dans la foulée sa signature, il est prêté à son ancienne équipe, le LDU Loja.
De retour de son prêt, il s'impose comme titulaire avec l'Universidad. 
Il connaît sa première aventure à l'étranger en signant avec le club brésilien du São Paulo FC le 5 juillet 2017.

### Carrière internationale
Il reçoit sa première sélection en équipe d'Équateur le 25 mai 2016, contre les États-Unis. Lors de cette rencontre amicale, les États-Unis s'imposent sur le score d'un but à zéro.
Il inscrit son premier but pour l'Équateur le 22 février 2017, contre le Honduras en match amical. Les équatoriens s'imposent trois buts à un.
Le 20 mai 2019, il est convoqué par le sélectionneur Hernán Darío Gómez afin de participer à la Copa América, organisée au Brésil. Lors de cette compétition, il joue deux matchs. L'Équateur s'arrête dès le premier tour, avec un point pris.
Le 9 juin 2021, il est retenu par le sélectionneur Gustavo Alfaro afin de participer à la Copa América, organisée au Brésil. Lors de cette compétition, il est titulaire et joue cinq matchs. L'Équateur s'arrête en quarts de finale, battu trois buts à zéro par l'Argentine.
Le 14 novembre 2022, il est sélectionné par Gustavo Alfaro pour participer à la Coupe du monde 2022.

## Statistiques

### Buts internationaux
| Numéro | Date             | Stade                                        | Opposition | Score | Résultat | Compétition                       |
| ------ | ---------------- | -------------------------------------------- | ---------- | ----- | -------- | --------------------------------- |
| 1      | 22 février 2017  | Stade George Capwell, Guayaquil, Équateur    | Honduras   | 2–1   | 3–1      | Match amical                      |
| 2      | 17 novembre 2020 | Estadio Rodrigo Paz Delgado, Quito, Équateur | Colombie   | 1–0   | 6–1      | Éliminatoires Coupe du monde 2022 |